# 안산문화예술의전당
안산문화예술의전당(安山文化藝術의殿堂, Ansan Culture & Arts Center)은 경기도 안산시 단원구 화랑로 312(고잔동)에 위치한 복합 문화예술 공간이다. 1994년에 기본 계획이 수립되기 시작해 2000년에 본격적으로 착공했고, 2004년 10월 2일 개관했다.

## 시설 소개
해돋이극장
총 좌석 수 1592석의 대규모 다목적 공연장으로, 승강무대와 회전무대, 오케스트라 피트 등이 갖추어져 있어 콘서트와 오페라, 발레, 뮤지컬 등 다양한 실내 공연이 개최되고 있다.
달맞이극장
714석의 중극장으로, 승강무대와 영사 시설을 갖추고 있어 연극이나 무용 발표회, 실내악 공연과 독주회, 영화 상영 등의 목적으로 이용되고 있다.
별무리극장
가변식 무대와 좌석을 갖춘 소극장이며, 객석 수는 약 200석이다. 소규모 연극이나 국악 공연, 전위 연극 등의 공연이 개최된다.
국제회의장
전시동 건물에 병설된 181석 규모의 회의 전용 시설로, 회의석 112석과 방청석 69석이 마련되어 있다. 통역 시설과 영사기 등이 갖추어져 있다.
전시실
기획전시실(1)과 일반전시실(3) 네 개 공간으로 나뉘는 전시용 공간으로, 회화나 서예, 조각품, 사진 등 조형 예술 전반의 전시회가 개최된다.
야외공연장
공연동 앞뜰에 마련된 야외 공간으로, 약 1000석의 계단식 좌석을 갖추고 있다. 마당놀이나 대중음악 등의 야외 공연과 영화 상영, 마임 등의 다양한 야외 공연이 열린다.
그 외 시설
공연자들을 위한 연습실과 대기실, 리허설룸 등의 공연 부대시설과 놀이방, 카페테리아, 음식점, 아트숍 등의 관람객 편의 시설, 전당 관리 사무실과 상주 단체 사무실 등이 위치한 고객지원센터가 갖추어져 있다.

## 상주 단체
안산시 소속 예술단인 안산 시립 합창단과 안산 시립 국악단이 활동하고 있다.

## 갤러리

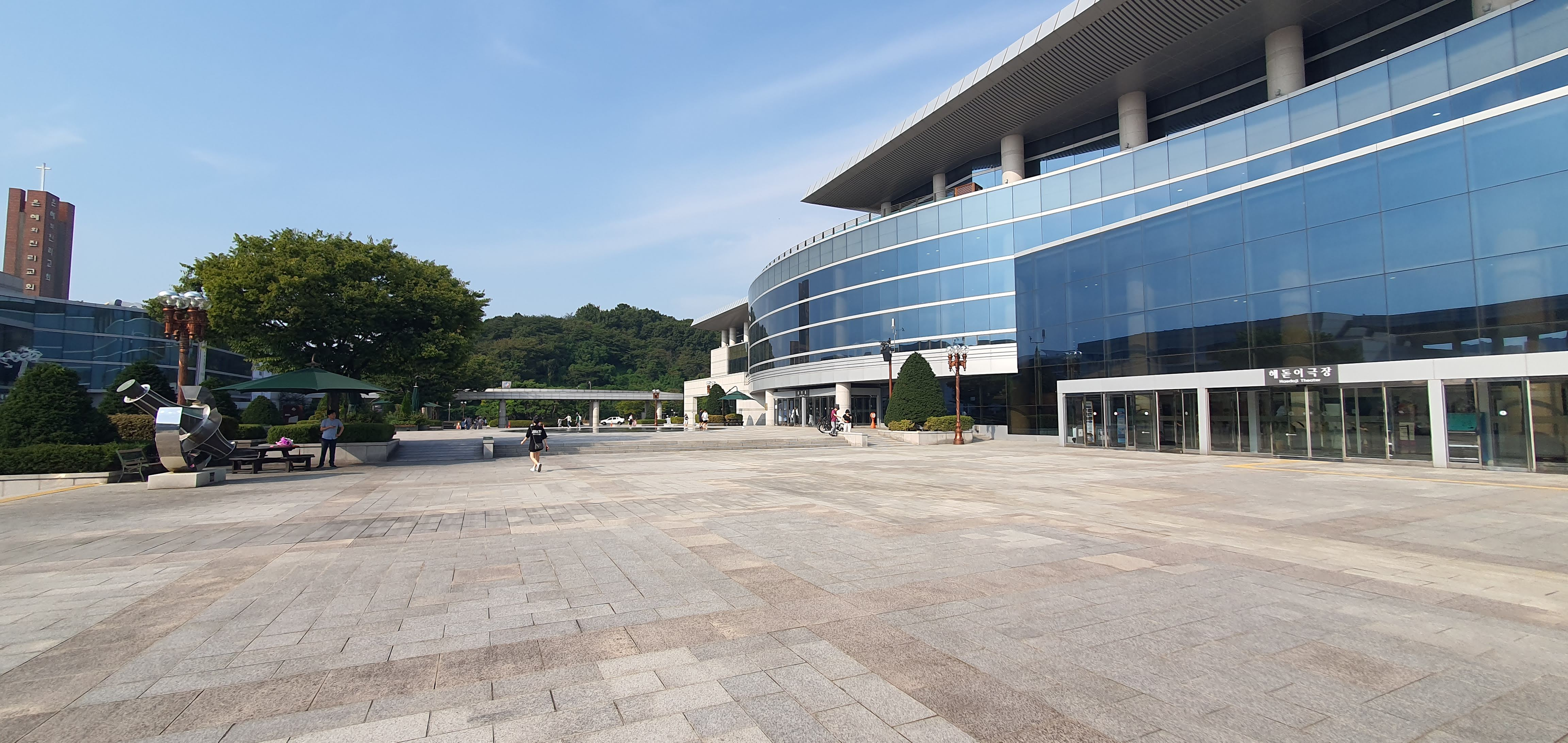
내부 광장의 모습.
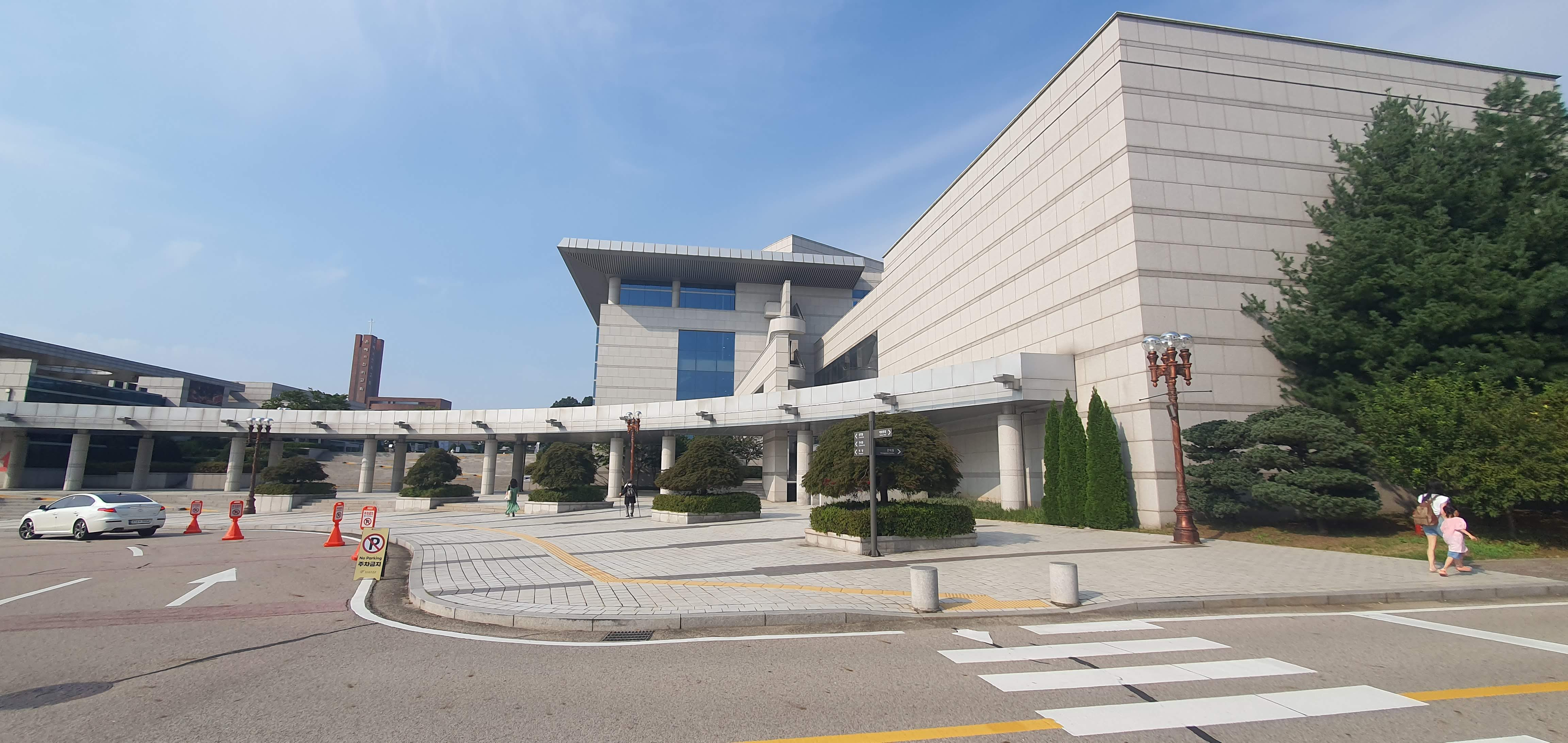
남쪽 주차장 입구에서 바라본 모습.
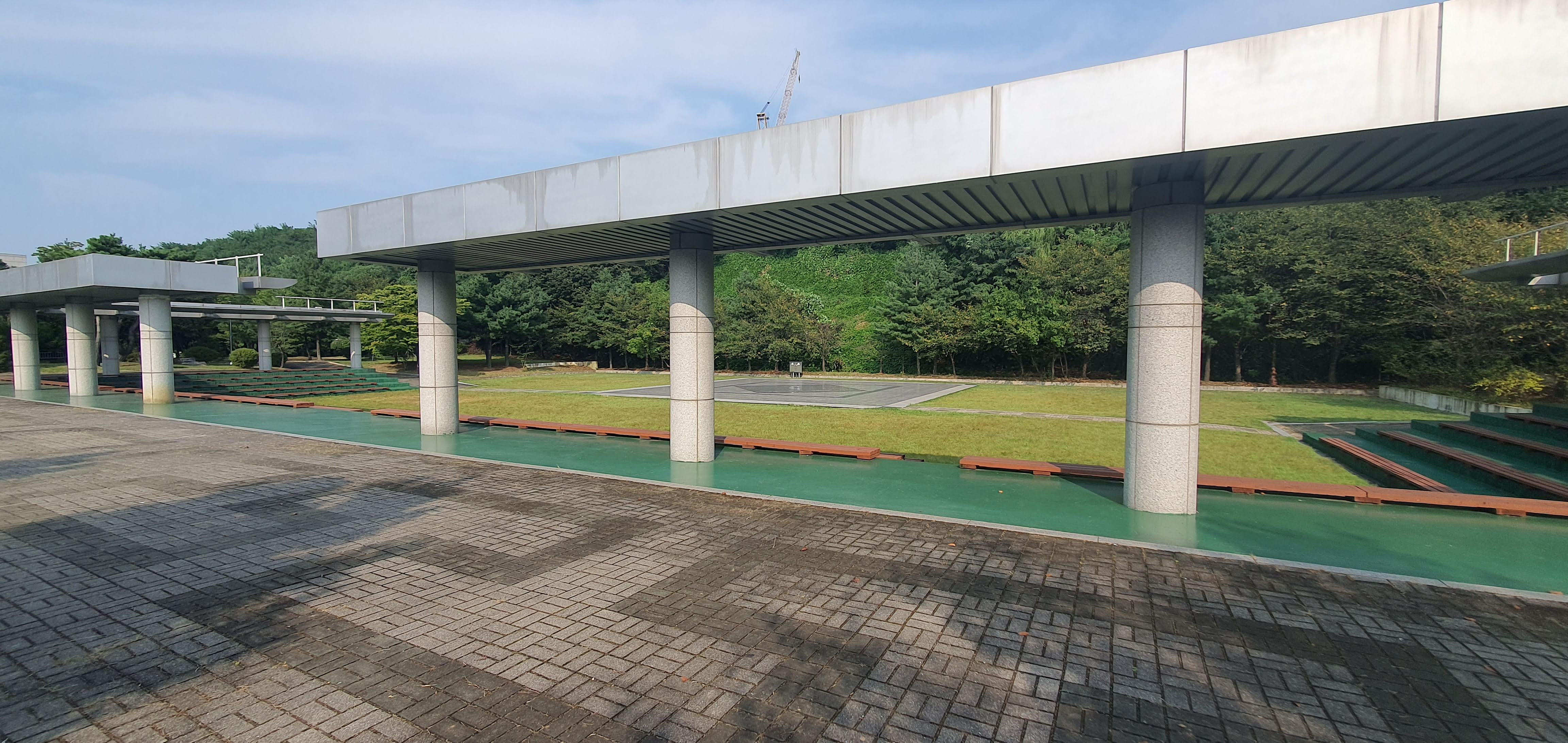
야외공연장.
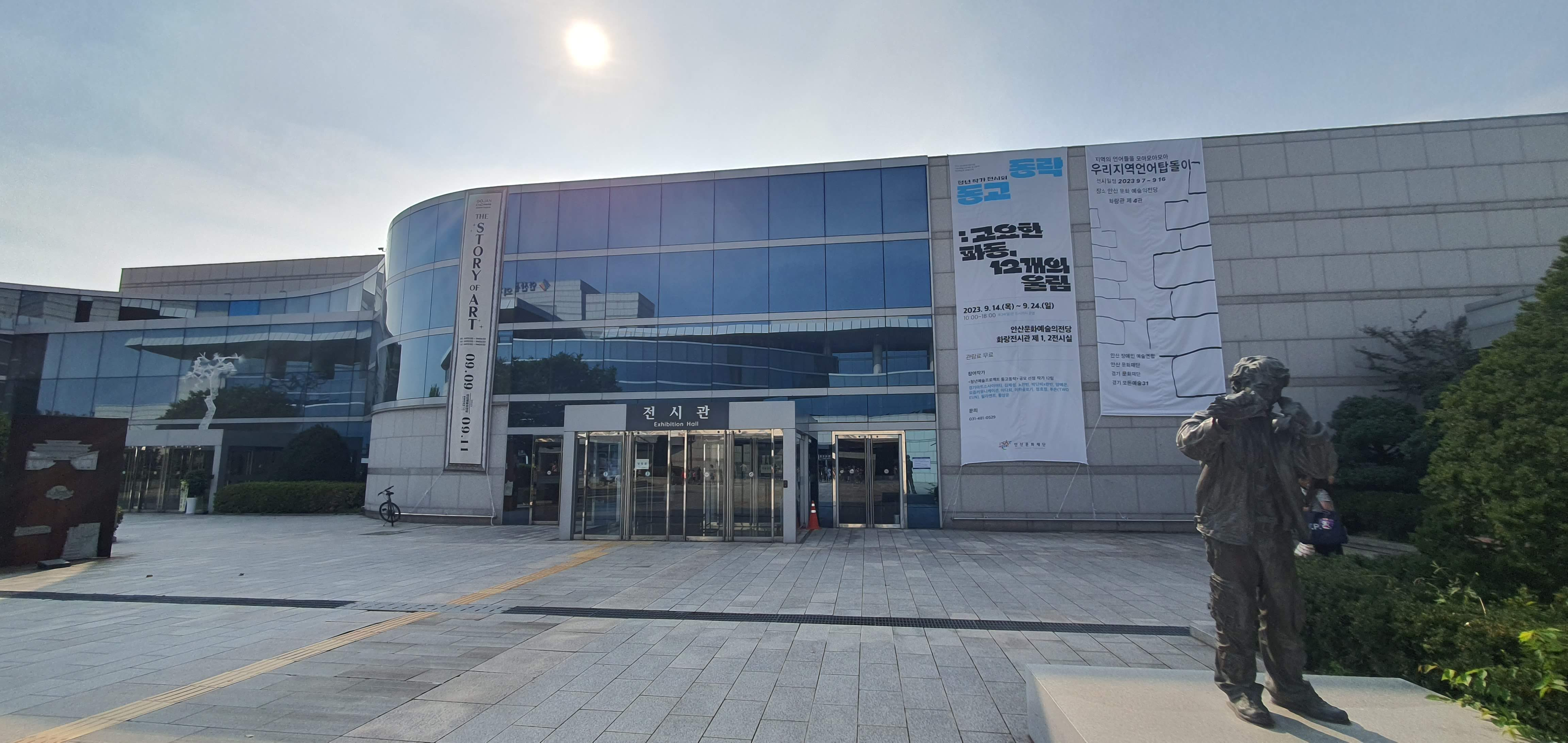
전시관(화랑미술관).
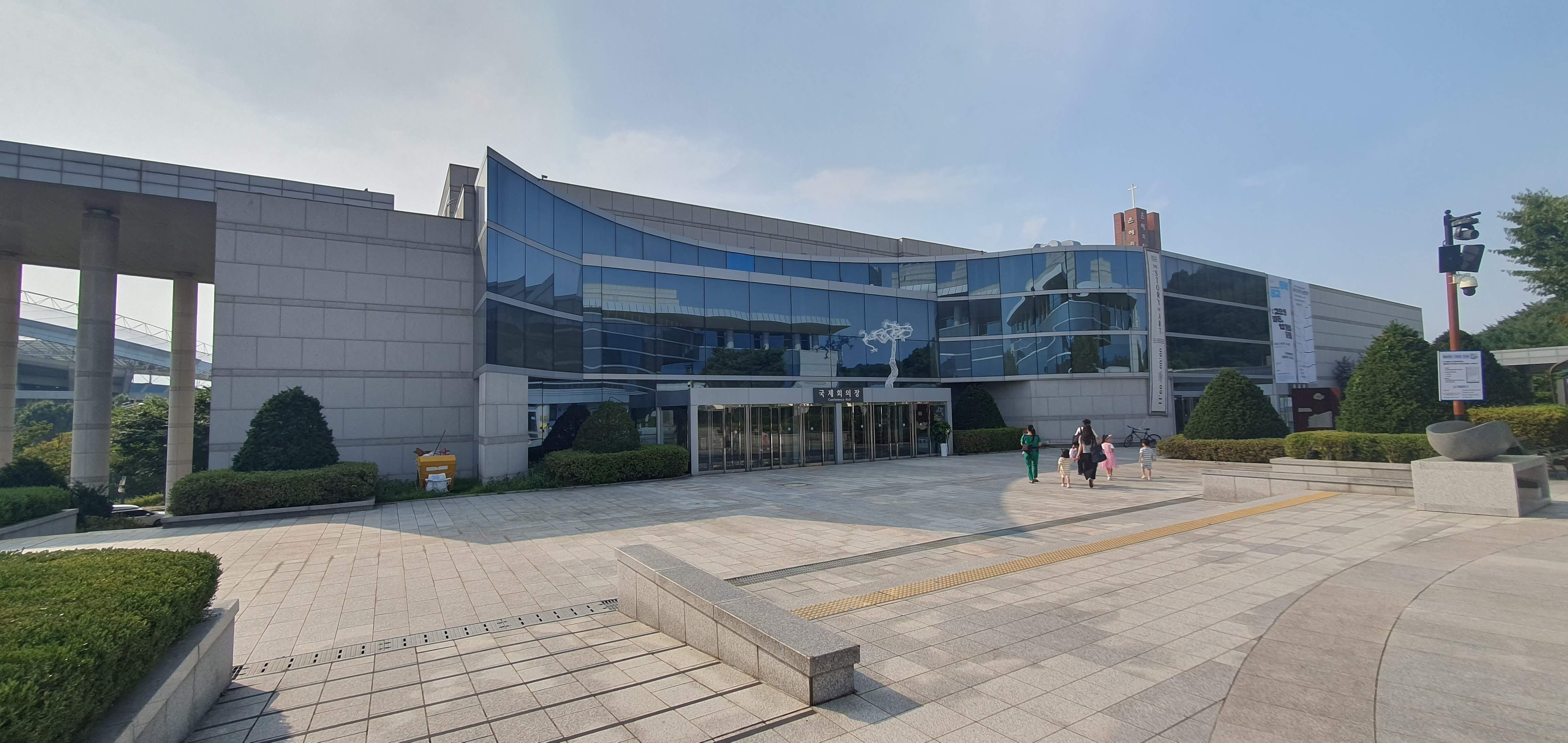
국제회의장.
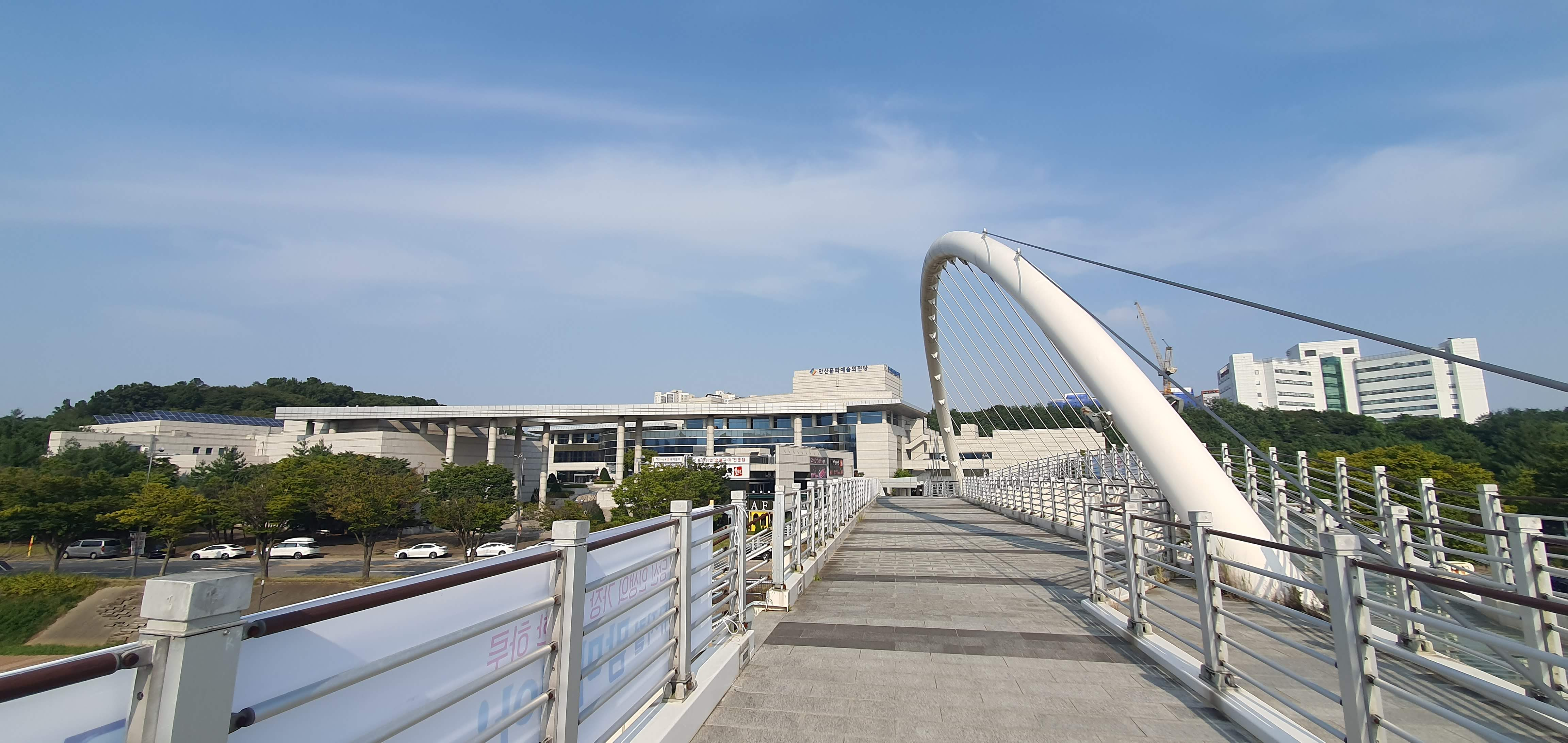
육교 반대편에서 바라본 전경.